# Guapira pubescens
Guapira pubescens är en underblomsväxtart som först beskrevs av Carl Sigismund Kunth, och fick sitt nu gällande namn av Cyrus Longworth Lundell. Guapira pubescens ingår i släktet Guapira och familjen underblomsväxter. Inga underarter finns listade i Catalogue of Life.